# Marit Øiseth
Marit Øiseth (geb. Hemstad; * 29. Dezember 1928 in Nord-Odal; † 5. Oktober 1971 ebd.) war eine norwegische Sprinterin und Skilangläuferin.
Bei den Leichtathletik-Europameisterschaften 1946 in Oslo wurde sie Vierte über 200 m mit ihrer persönlichen Bestzeit.
1952 wurde sie bei den Olympischen Winterspielen 1952 Siebte über 10 km.